# Phare du Créac'h
Pour les articles homonymes, voir Créac'h.
Le phare du Créac'h est un phare français, construit en 1863 sur l'île d'Ouessant, une des îles du Ponant. D’une hauteur de 47 mètres, c’est le plus puissant d'Europe. Ses deux lanternes superposées émettent un signal lumineux de huit faisceaux d’une portée de 60 kilomètres environ.
Le phare fait l’objet d’un classement au titre des monuments historiques par arrêté du 23 mai 2011,,,.

## Situation

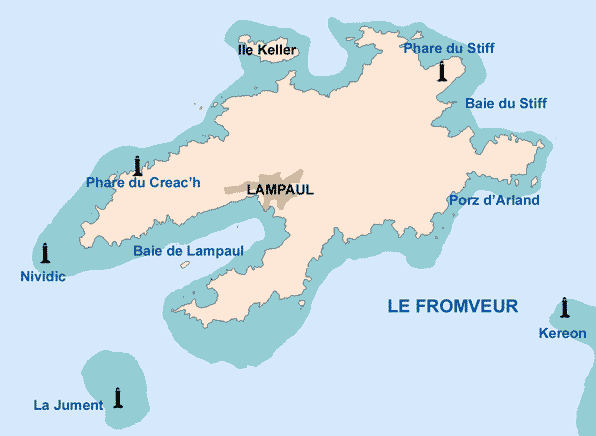
Phares de l'île d'Ouessant.

C'est un phare de « grand atterrissage » qui marque l'entrée dans la Manche. Il est situé à l'ouest de l'île d'Ouessant, posé derrière les éperons rocheux. Il n’existe que deux phares situés plus à l’ouest en France métropolitaine : le phare de Nividic et le phare de la Jument, tous deux situés en mer. Le phare du Creac’h pilote à distance, ou surveille, ces deux phares ainsi que les phares du Stiff, de Kéréon et des Pierres Noires au large du Conquet.

## Toponymie
Son nom vient de la pointe de Créac'h, un terme courant en toponymie bretonne. C’est un mot d’origine bretonne signifiant « hauteur, promontoire » (krec’h en breton moderne).
Son nom breton est Tour-tan ar C'hreac'h,.
En français, on trouve les deux formes « phare du Créac'h » et « phare de Créac'h ».

## Historique
- En 1863, construction par Maîtrot de Varennes (ingénieur), Rousseau (ingénieur), Tritschler (entrepreneur).
- En 1863, allumage du premier feu sur une tour cylindrique en maçonnerie de 46,50 m de hauteur. C'est un feu à éclipses de 20 secondes en 20 secondes avec un éclat alterné avec deux éclats blancs.
- En 1867, installation d'une trompette (corne de brume) à l'extrémité de l'île d'Ouessant (un son de 2 secondes toutes les 10 secondes).
- En 1888, le feu est électrifié et devient un feu 2 éclats blancs toutes les 10 secondes. L'ancien appareil optique est démonté et remonté sur le phare du Stiff.
- En 1901, installation d'une optique double : feu à éclats 10 secondes électrifiée de focale 0,30 m[Note 2],[2].
- En 1912, on y installe un radiophare.
- En 1932, installation d'un diaphone, appareil sonore à air comprimé.
- En 1939, une nouvelle lanterne présentée à l'exposition universelle de Paris de 1937[7] équipe le nouveau feu qui devient alors le plus puissant du monde. C'est un feu à 2 éclats réguliers blancs 10 secondes, équipé en temps normal de 4 lampes à incandescence de 3 000 W et pour les périodes de brume de 4 lampes à arc qui faisaient passer la puissance de 5 à 500 millions de candelas, mais ne sont plus en service.
- En 1969 équipé de 4 lampes au xénon de 1 600 W.
- Depuis 1995 équipé de 4 lampes aux iodures métalliques de 2 000 W.
- L'édifice est classé monument historique en 2011. Ce classement concerne le bâtiment mais la lentille et le feu qu'il produit font en réalité partie du patrimoine scientifique historique de cet établissement[7].
- Au-delà de la convention de Minamata qui vise en premier lieu l'utilisation du mercure dans les processus industriels, et ne s'applique pas explicitement au domaine de la signalisation maritime, l'administration Française des Affaires Maritimes a engagé un programme d'assainissement visant à en réduire l'emploi  dans les cuves à mercure sur lesquelles tournent  les lentilles. Ce programme, prioritairement orienté sur les phares en mer les plus exposés aux risques de déversement, prévoit des exceptions pour les phares classés monuments historiques, dont fait partie le Phare du Créac'h. Le retrait du mercure ne permettrait plus au quadruple optique de 17 tonnes de tourner. Le projet élaboré fin 2024 de remplacement par un feu industriel installé au-dessus de la lentille actuelle qui en réduirait la portée de 30 à 19 milles et ferait perdre son caractère au signal, fait l'objet d'une forte controverse[7] :(Revue bateaux-3 janvier 2025- Phare du Créac'h à Ouessant : quel avenir pour la lentille de Fresnel)

## État actuel

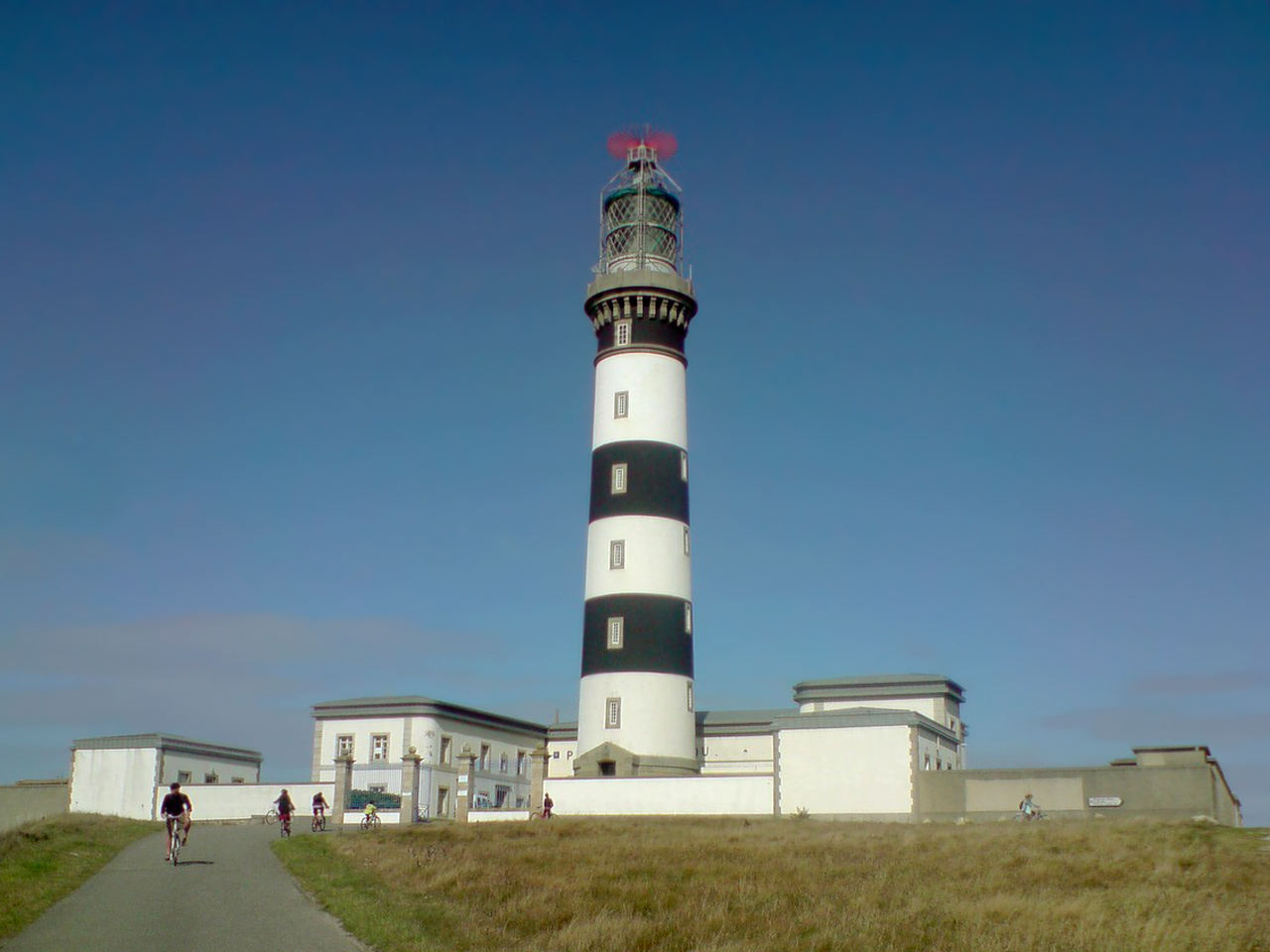
Le phare du Créac’h et les bâtiments adjacents.

Tour cylindrique en maçonnerie lisse formant groupe avec divers bâtiments en forme de U. Le fût supporte une balustrade. Il est peint de bandes horizontales blanches et noires.
À sa base, dans l'ancienne centrale électrique, se trouve le musée des phares et balises abritant la plus belle collection de lentilles de Fresnel d'Europe.
Il est l'un des plus puissants en Europe avec le phare du cap Saint-Vincent au Portugal.
Les bâtiments adjacents abritent le musée des phares et balises. Il est installé dans l’ancienne salle des machines de la centrale électrique du phare, désaffectée depuis 1970. Le musée retrace l’histoire des phares et de la signalisation maritime. Il a récupéré en 1988 les collections de l'ancien dépôt du Service des phares et balises du Trocadéro (avenue Albert-de-Mun à Paris), qui avaient été transférées en 1950 au dépôt de Bonneuil-sur-Marne (Val de Marne).
Ouessant était toute désignée pour accueillir un tel établissement. C’est ici, en effet, que fut installée en 1889 la première optique pour feu électrique. C’est ici également que le premier phare automatique entra en service. C’est ici encore que bon nombre d’optiques et de signaux sonores furent testés et perfectionnés.
Une collection unique de fanaux, de balises, d’optiques, de bouées, permet de saisir l’évolution technologique de la signalisation maritime, de l'appareil dioptrique, ancêtre de tous les phares modernes, conçu en 1823 par Augustin Fresnel pour le phare de Cordouan, jusqu’à des appareils plus contemporains. Dans cette collection, il y a aussi des  objets provenant d’épaves fouillées au large d’Ouessant. Enfin, des supports audiovisuels évoquent les conditions de vie des gardiens de phare.
Le sémaphore du Créac'h, actuellement désarmé, est installé non loin du phare. Délaissé par la marine nationale, qui y surveillait le rail d'Ouessant, il a été racheté par le département du Finistère pour devenir un lieu de résidence à une heure du continent[réf. nécessaire]. La résidence est actuellement fermée; le Phare est en travaux pour un projet culturel indéfini.

## Le phare dans les arts
Michel Patrix a peint une toile simplement intitulée Le Phare du Créac'h, conservée au musée d'art moderne de Rio de Janeiro.